# Angie Ballard
Pour les articles homonymes, voir Ballard.
Angela "Angie" Ballard (née le 6 juin 1982) est une athlète handisport australienne qui participe aux épreuves de sprint en fauteuil roulant T53. Elle est devenue paraplégique à l'âge de 7 ans à la suite d'un accident de voiture.
Elle commence la course en fauteuil roulant en 1994 et représente l'Australie pour la première fois en 1998. Pendant ses quatre participations aux Jeux paralympiques de 2000 à 2012, elle remporte trois médailles d'argent et deux de bronze. Son entraîneuse actuelle est Louise Sauvage et son partenaire d'entraînement est Madison de Rozario.
Ballard est une boursière en athlétisme à l'Australian Institute of Sport de 1999 à 2001 et à l'Université de Sydney (en commerce puis en psychologie) et représente également le New South Wales Institute of Sport (en). Elle est nommée ambassadrice du handicap ou du sport par diverses organisations et siège actuellement au conseil de Wheelchair Sports NSW (en).
Elle représente l'Australie aux Jeux paralympiques de Rio 2016 pour la cinquième fois.

## Jeunesse
Ballard est née le 6 juin 1982 à Canberra. À l'âge de sept ans, elle devient paraplégique (T10) après un accident de voiture, lorsque sa mère perd le contrôle du véhicule à cause de la fatigue,,. À la suite de l’accident, elle est hospitalisée et réhabilitée pour la première fois à Canberra pendant trois mois, avec des personnes âgées amputées,. Sa rééducation est ensuite transférée à l’hôpital Royal North Shore, où elle rencontre Christie Dawes (née Skelton), avec laquelle elle courra plus tard avec le 4 × 100 m aux Jeux paralympiques de Beijing 2008,. Parce que son frère a une spina bifida et est déjà « dans le système [régulier] », ses parents insistent pour qu'elle continue à aller dans une école régulière, au lieu d'une spécifiquement pour les étudiants handicapés. Elle fréquente l'école primaire et le lycée Lyneham à Canberra. Son professeur d'éducation physique est l'une des personnes à l'encourager au handisport. Après sa rééducation, elle s'essaie à la natation et au basketball en fauteuil roulant. Ses premières expériences en course à l'âge de 12 ans entraînent des ampoules et un mal au niveau du cou mais l'athlétisme en fauteuil roulant devient rapidement sa passion. À l'âge de 14 ans, après un traitement pour une scoliose, Ballard doit arrêter le sport pendant un an.
Une bourse lui est offerte par l’ACT Academy of Sport, puis une par l’Australian Institute of Sport de Canberra de 1999 à 2001. En 2002, elle déménage à Sydney pour étudier à l'université grâce à une bourse d'études sportives initialement pour étudier le commerce. À partir de 2011, elle vit à Liberty Grove, en Nouvelle-Galles du Sud, et suit des études de baccalauréat en psychologie à l’Université de Sydney dans l’intention de pratiquer la psychologie. Elle obtient son diplôme et reçoit un Alumni Award en 2014.

## Athlétisme

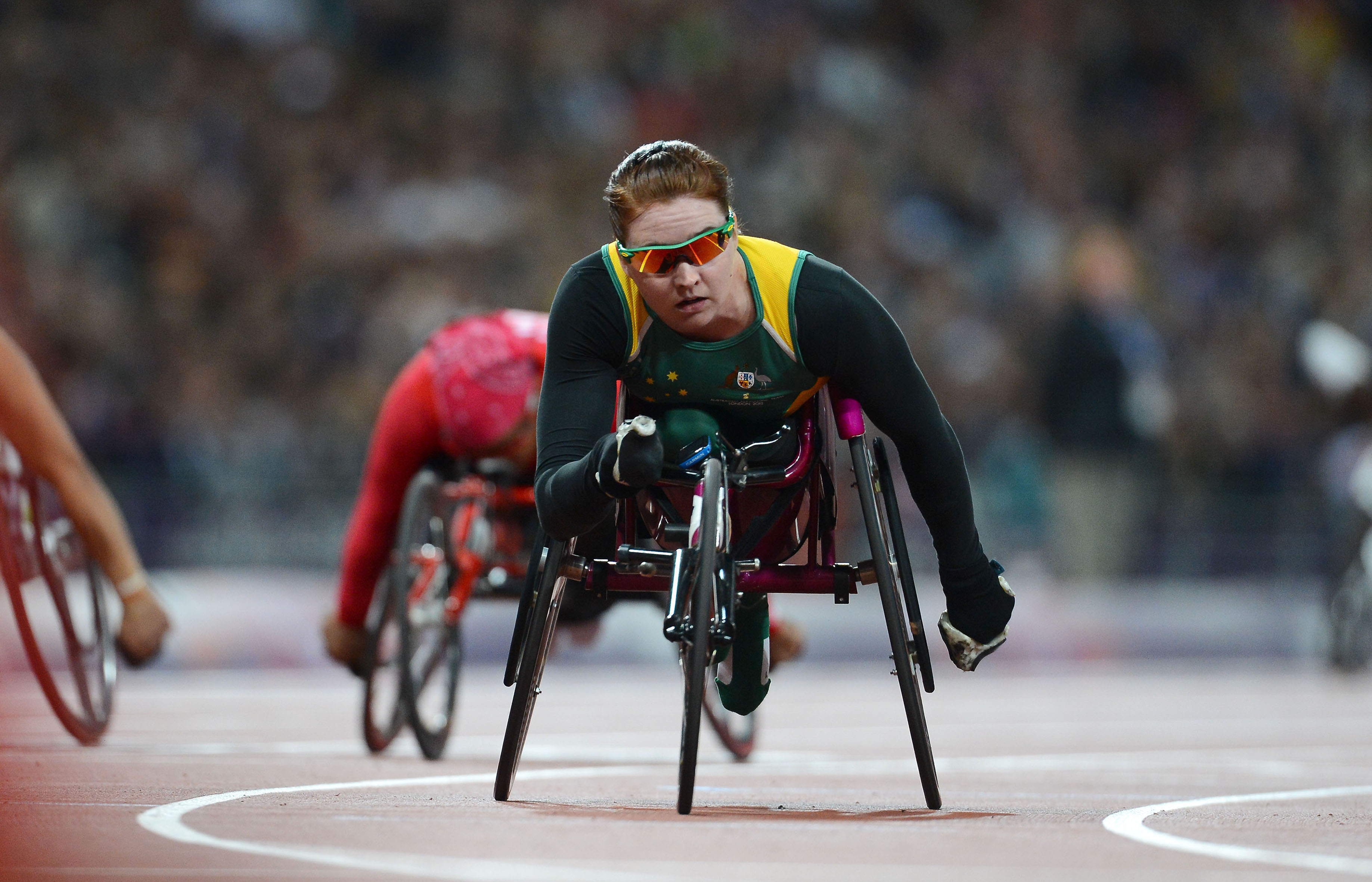
Ballard aux Jeux paralympiques de Londres 2012

Ballard est une athlète de course en fauteuil roulant, participant principalement aux épreuves de sprint de catégorie T53. Par rapport aux athlètes T54, elle utilise moins ses muscles abdominaux, ce qui signifie qu’elle ne peut pas autant se lever dans son fauteuil roulant pour obtenir le meilleur angle de propulsion.
Ballard participe à sa première compétition en fauteuil roulant en 1994, à l'âge de douze ans,. Son premier fauteuil roulant de course est acheté pour l'occasion. En 1997, elle commence à prendre le sport plus au sérieux et établit alors des records australiens. Un an plus tard, elle représente son pays sur la scène internationale. En 2000, elle détient les records nationaux en 100 m et 200 m T53.
Depuis 2002, elle obtient une bourse de sport à l'Université de Sydney, où elle est entraînée par Andrew Dawes (en),. À l'époque, Dawes entraîne également Louise Sauvage et les deux s'entraînent parfois ensemble. Après que Sauvage ait pris sa retraite en fauteuil roulant après les Jeux de 2004, elle devient l’entraîneuse de Ballard,. À partir de 2012, sa partenaire d'entraînement est Madison de Rozario.

### Jeux Paralympiques
Ballard participe aux Jeux paralympiques d’été de Sydney en 2000 mais ne remporte aucune médaille, se classant quatrième sur le 100 et 200 m, ; elle est également porteuse de la flamme paralympique et figure dans la cérémonie d’ouverture, où elle tourne autour de la piste de 12,3 m de haut, suspendue à un dirigeable et à des anges géants gonflés,. En prévision des Jeux paralympiques d’Athènes de 2004, Ballard s’entraîne six jours par semaine. Au cours de sa formation, elle se rend au parc Centennial et sur les collines. Cela comprend également des travaux sur piste deux fois par semaine et des exercices de musculation au moins trois fois par semaine.
Juste avant les Jeux, elle participe à une épreuve d’échauffement en Suisse et établit les records d'Australie du 100 m, 400 m et 800 m. Aux jeux de 2004, elle remporte une médaille de bronze sur le 100 m T53 derrière Tanni Gray-Thompson et Francesca Porcellato (en),. Son objectif pour les Jeux paralympiques de Pékin en 2008 est de battre son record personnel mais elle a également les yeux rivés sur une médaille. Elle prend une année sabbatique durant ses études pour s'entraîner six fois par semaine. Aux Jeux de 2008, avec ses coéquipières Christie Dawes, Madison de Rozario et Jemima Moore, elle obtient son meilleur résultat paralympique en remportant une médaille d'argent derrière le record du monde de la Chine au relais 4 × 100 m T53/54,,. Dans les épreuves individuelles, elle termine cinquième du 100 m T53 (une course remportée avec un record du monde par Huang Lisha), septième du 200 m T53 (également remporté avec un record du monde par Huang ), septième du 400 m T53 et mène la finale du 800 m mais termine huitième,. Après quelques résultats médiocres en 2011, Ballard modifie considérablement son régime alimentaire, ses gants, sa technique, sa position sur sa chaise et son régime d'entraînement. Elle arrive aux Jeux paralympiques de Londres en 2012, classée numéro une mondial sur le 100 m et le 200 m T53. Aux Jeux, Ballard participe aux épreuves de la catégorie T53 sur le 100 m, 200 m, 400 m et 800 m. Elle remporte deux médailles d'argent sur le 200 m puis le 400 m T53 et une médaille de bronze sur le 100 m T53. 

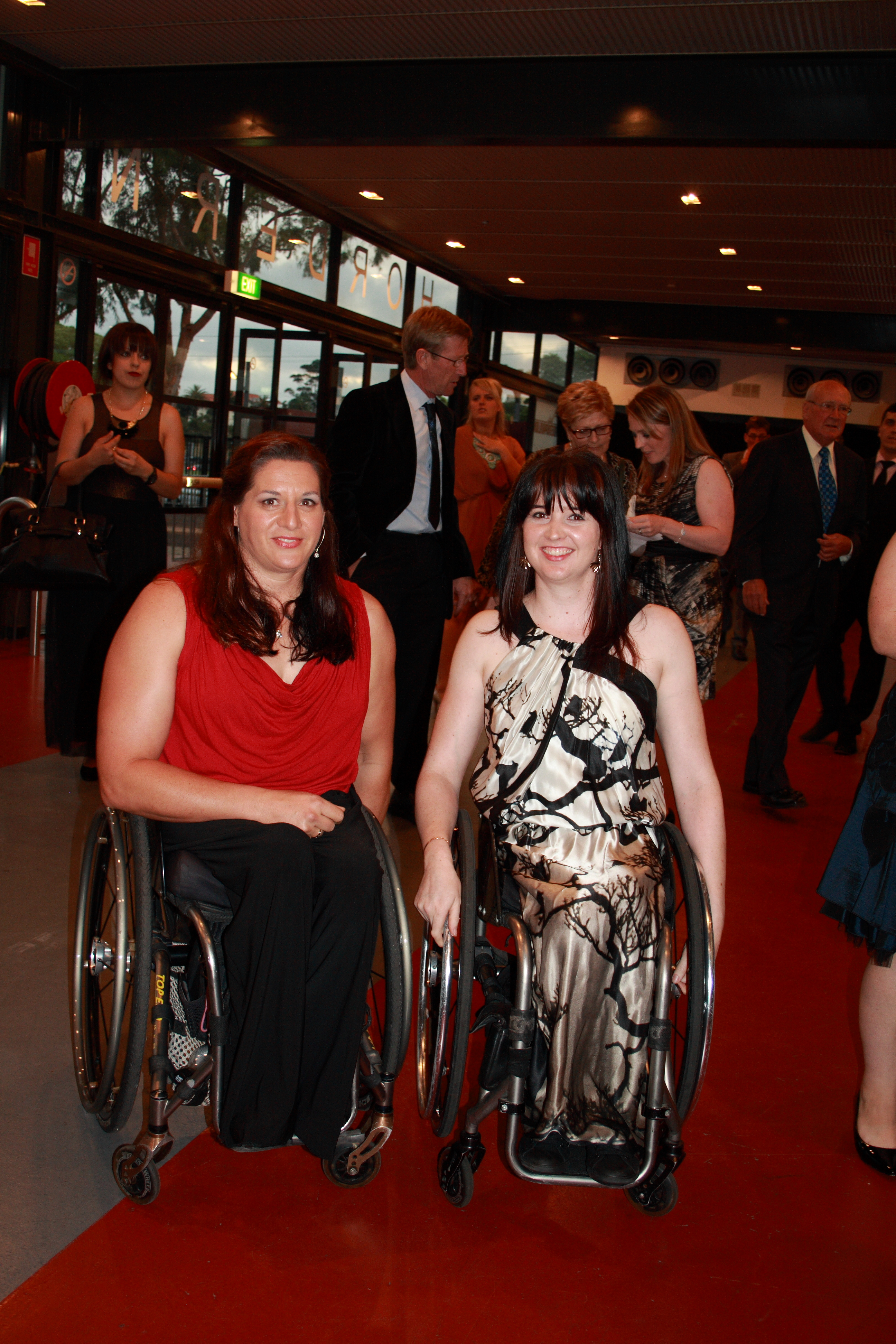
Louise Sauvage (à gauche) et Ballard lors de la cérémonie de remise des Paralympian of the Year awards 2012

Aux Jeux paralympiques de Rio 2016, elle remporte les médailles de bronze sur le 100 m et le 400 m T53.

### Championnats du monde
En août 1998, Ballard est aux Championnats du monde handisport à Birmingham, en Angleterre, où elle participe à la victoire de l'Australie sur 4 × 100 m et sur le 4 × 400 m. Les deux victoires en relais établissent des records du monde de longue date. Aux Championnats du monde 2002, elle rafle l’or au 100 m. Aux Championnats du monde d’athlétisme 2013 à Lyon en France, elle est médaillée d’argent sur le 100 m, le 200 m et le 800 m T53 et médaillée de bronze au 400 m T53,,.
Aux Championnats du monde d'athlétisme 2015 à Doha, Ballard remporte l'or sur le 200 m T53 en un temps record de 29 s 33 ainsi que sur le 400 m T53. Après avoir remporté le 400 m, Ballard dit : « C’est celle que je voulais. J'étais tellement nerveuse en arrivant, vous essayez de dire que la pire chose qui puisse arriver est de perdre et de recommencer demain, mais la réalité est que cela compte tellement. J'avais tellement peur avant la course, peut-être que ça m'a donné l'adrénaline de le faire. Je travaille tellement dur pour ça depuis si longtemps ». Elle gagne également une médaille de bronze au 800 m T54 derrière la médaillée d’or Madison de Rozario.
Aux Championnats du monde 2017 à Londres en Angleterre, elle rafle la médaille d'argent au 100 m et au 200 m T53, et termine quatrième au 400 m T53 et sixième au 800 m T53.

### Coupe du monde
En 2005, lors de la première Coupe du monde paralympique à Manchester, Ballard se classe troisième du 100 m T53.

### Jeux du Commonwealth
Aux Jeux du Commonwealth de 2006 à Melbourne, elle termine sixième du 800 m T54. Hui ans plus tard, elle est championne du monde du 1 500 m T54 aux Jeux du Commonwealth de 2014 à Glasgow. Aux Jeux du Commonwealth de 2018 à Gold Coast, elle est médaillée d'argent du 1 500 m T54 en terminant derrière Madison de Rozario. 

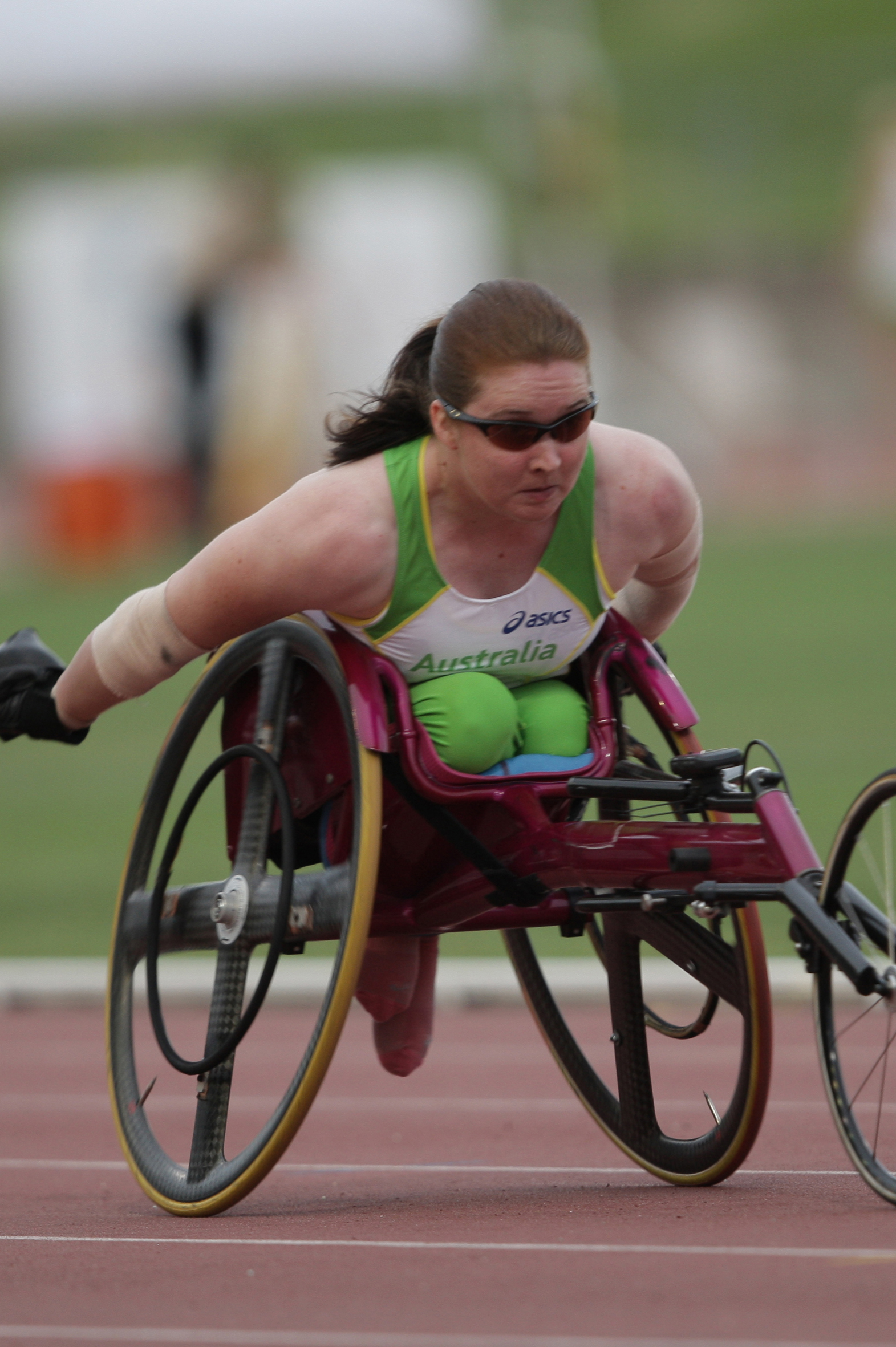
Angie Ballard lors de la compétition de préparation aux Championnats du monde 2011 à Sydney, janvier 2011

### Titres nationaux
Ballard remporte le 100 m en fauteuil roulant en 1998, 2001, 2002, 2004, 2005 et 2008, puis deuxième en 2000, 2003, 2010 et 2011. Sur le 200 m, elle remporte l’or en 1998, 1999, 2001, 2002, 2004, 2008 et 2010, l’argent en 2000 et 2005 et le bronze en 2006. Sur le 400 m, elle remporte l’or en 1999, 2000, 2001, 2005, 2008 et 2010, l’argent en 2004 et le bronze en 2002 et 2006. Sur le 800 m, elle remporte l’or en 1999 et 2001, l’argent en 2000 et 2005 et le bronze en 2002 et 2004. Finalement, sur le 1 500 m, elle remporte l'or en 2005 et 2010.
En 1999, elle concoure aux Championnats australiens juniors en fauteuil roulant. Elle gagne cinq médailles d'or lors de cet événement et est nommée Athlète féminine.
Ballard rafle aussi une médaille d'or et une d'argent à la Sydney Track Classic 2011,. Au concours de 2012, Ballard établit des records personnels et des records d’Océanie sur les 100 m (17 s 27), 200 m (30 s 12) et 400 m (56 s 89).

### Courses longues distances
Elle participe également au 10 km Oz Day en fauteuil roulant, se classant 2e en 1999, 3e en 2005 et 3e en 2012. En 1998, avec Louise Sauvage, Christie Skelton et Holly Ladmore, elle parcourt une distance de 854 km sous forme de relais entre Byron Bay et Bondi Beach, qui permet de collecter 200 000 dollars US pour les athlètes handicapés.

## Mécénat
Ballard est nommé ambassadrice ou avocat par un certain nombre d'organisations s'intéressant aux personnes handicapées, au sport, à la santé ou à l'exercice. En 2000, elle est sélectionnée par la Team MAA (Motor Accidents Authority), afin de discuter de traumatismes routiers avec d'autres jeunes. En 2005, elle est nommée ambassadrice de l’aide technique aux personnes handicapées. Elle aide à recruter des volontaires, assiste à des collectes de fonds, pose pour des photos et leur montre sa médaille,. Plus tard cette année-là, elle rend également visite à des patients de l'hôpital pour enfants Westmead aux côtés de nombreuses célébrités pour les aider à fêter Noël. En 2007, Ballard est aussi choisie comme ambassadrice de la journée Walk to Work. Elle siège au conseil de l'association des sports en fauteuil roulant de la Nouvelle-Galles du Sud,.
Ballard assiste à une conférence de presse avec d'autres athlètes affiliés à une université pour s'opposer à l'introduction du syndicalisme étudiant volontaire.

## Récompenses
- 1999 : Athlète de l'année de l'ACT Academy of Sport dans la catégorie des handicapés[15]
- 2013 et 2014 : para-athlète féminine de l'année selon Athletics Australia[56],[57].
- Octobre 2014 : Remise de la Médaille Nigel C Barker pour les réalisations sportives par un récent diplômé de l'Université de Sydney[17].